# Olivier Chiabodo
Olivier Chiabodo, né le 25 juillet 1963 à Provins, est un producteur de radio et de télévision et un animateur audiovisuel français.
Il a notamment animé des émissions sur RMC et sur TF1, jusqu'en 1997, lorsqu'il est licencié de TF1 à la suite de l'affaire dite « d’Intervilles ». Il a produit en 1999 Les Carnets de Noé, une série de documentaires. Il est réembauché par le groupe TF1 en 2006 et lance en 2007 un site web à vocation écologique.

## Biographie

### Famille
Olivier Chiabodo est né le 25 juillet 1963 à Provins. Il se dirige tout d'abord vers une carrière médicale. Mais après ses études de médecine, il change de voie et il intègre la station de radio RMC en 1991.

### 1991-1997: animateur, chroniqueur et producteur

#### Animateur sur RMC
Olivier Chiabodo devient en septembre 1991 animateur sur RMC à la demande d'Yves Mourousi, alors directeur des programmes de la station de radio franco-monégasque. Il co-anime, avec Alexandre Debanne, Les Globes-Trotters le samedi et Bip Bip le dimanche.

#### Animateur et chroniqueur sur TF1
Olivier Chiabodo rejoint TF1 en 1992  Les Marches de la gloire diffusé de septembre 1992 à juin 1993 et présenté par Laurent Cabrol. Dans cette émission, Olivier Chiabodo présente la rubrique « le geste qui sauve » dans laquelle il tente d'apprendre aux téléspectateurs les rudiments des premiers secours.[réf. souhaitée]
En août 1993 et août 1994 il anime Le Trésor de Pago Pago avec Sophie Lafortune où il est chargé d'accompagner les candidats dans leurs aventures.
Le 29 septembre 1994, il fait partie de l'équipe de chroniqueurs de Christophe Dechavanne, accompagné de Patrice Carmouze dans l'émission Tout le Toutim diffusée en première partie de soirée sur TF1. Il fait partie de l'équipe de Coucou ! de Dechavanne entre janvier 1995 à juin 1995 sur la même chaîne en access prime-time.
De janvier 1995 au 28 mars 1997, il prend la succession d'Alexandre Debanne à l'animation de La Roue de la fortune le matin sur TF1.
Dans le jeu Intervilles, Olivier Chiabodo joue le rôle d'arbitre en compagnie de Nathalie Simon durant l'été 1995 . L'été suivant, en 1996, il co-anime le jeu avec les trois mêmes animateurs[réf. souhaitée].
En 1996, il est le concepteur avec Christophe Cossé du jeu d'aventure La Carte aux trésors pour France 3 animé par Sylvain Augier.
De juillet à septembre 1997, sur TF1, il est pour la troisième année consécutive l'arbitre d'Intervilles, assurant la co-animation, toujours avec Jean-Pierre Foucault et Nathalie Simon (absente deux semaines pour cause de blessure) tandis que Thierry Roland remplace Fabrice pour toute la saison[réf. souhaitée].
Du 1er au 19 septembre 1997, sur TF1, il anime Touché, gagné ![réf. souhaitée].

### 1997: l'affaire d'Intervilles
Le 17 septembre 1997, Le Canard enchaîné publie un article, accompagné de photos, l'accusant d'avoir aidé, lors du quiz final, l'équipe du Puy du Fou face à l'équipe du Pays d'Ancenis, dirigée par Bruno Retailleau, lors de l'émission Intervilles du 2 juillet 1997. Les photos le montrent tenir sa main proche de son corps avec trois doigts dépliés, suggérant qu'il aurait fait un signe de la main pour donner la réponse (proposition no 3) à une question sur la mort de Landru posée par Jean-Pierre Foucault placé entre lui et le membre de l'équipe interrogé. L'Association du Puy du Fou porte plainte pour diffamation contre l'hebdomadaire. La société de production d’Intervilles et TF1 portent plainte contre l'animateur, qui porte également plainte pour diffamation. Le vice-président de TF1 de l'époque, Étienne Mougeotte déclare « avoir visionné mardi et mercredi plusieurs cassettes des émissions d’Intervilles où il apparaît que cela [le geste de la main] s'est produit plusieurs fois » alors qu'Olivier Chiabodo arbitrait les matches entre le Puy du Fou et Ancenis et lors de la finale entre le Puy du Fou et Pont-Saint-Esprit en septembre 1996.
Le lendemain de la publication de l'article, le 18 septembre, Olivier Chiabodo présente une dernière fois son jeu Touché, gagné !, lancé le 1er septembre. Après la diffusion, TF1 décide d'arrêter le jeu (l'émission reviendra quelques semaines plus tard le 13 octobre, animée par Alexandre Delpérier). Olivier Chiabodo est alors licencié par la chaîne,. Il attaque le Canard enchaîné en justice et demande un franc symbolique de dommages-intérêts. L'hebdomadaire fait appel et publie un article intitulé « Pas même un franc par doigt ». Olivier Chiabodo est finalement disculpé par la justice, en mars 1998 mais ne réintègre pas TF1.

### 1999-2005: Noé Channel
En 1999, il produit une série de documentaires Les Carnets de Noé diffusée tout d'abord sur La Cinquième le dimanche après-midi. Dans chacun des vingt épisodes, il fait escale dans un pays différent afin d'évoquer « l'influence de l'homme sur la nature, l'évolution ou la disparition de telle ou telle ethnie, la faune, la flore, les patrimoines archéologiques et historiques de ces pays ».
En 2000, après les Carnets de Noé, Olivier Chiabodo souhaite lancer une chaîne consacrée à la nature et au développement durable, Noé channel, qu'il définit comme la « première chaîne de télévision entièrement consacrée à la Planète Terre s’adressant à toute la famille et dans plusieurs langues à travers le Monde ». À cette fin, il crée au Luxembourg la société Noé Channel S.A et prévoit, pour le printemps 2003, le lancement de Noé Channel, qui doit proposer des magazines, documentaires, fictions, jeux, informations, émissions de divertissement, sport, programmes musicaux et dessins animés produits à partir d'un bateau naviguant sur les mers du globe. Il achète un ancien chalutier norvégien de 61 mètres, qu'il fait venir à Lorient, afin de le réaménager en studio télé sous le nom de Noé pour un investissement global de 25 millions de francs,,. Confiés à Raidco Marine, les travaux prévus permettent de refaire la carène, d'installer des studios, d'aménager un bar-salon, d'accueillir une régie télé et production dans la passerelle, et de transformer les cales à poisson et les coursives en cabines permettant d'accueillir une cinquantaine de personnes.
Malgré l'implication d'importants investisseurs, plusieurs annonces de lancement et les promesses d'Olivier Chiabodo, plusieurs années s'écoulent sans que le projet n'obtienne les financements nécessaires et des problèmes de trésorerie apparaissent. En 2002, après plusieurs mois sans salaires, les marins du Noé quittent le navire qui est menacé de saisie. En 2004, un marin du Noé poursuit Olivier Chiabodo et la société Carabin et réclame 194 500 € d'arriérés de salaires et d'indemnités et Raidco-Marine, l'entreprise chargée des travaux sur le Noé sollicite le paiement de 800 000 euros d'impayés. Le Noé, saisi depuis 2001 et à quai au port de pêche de Lorient, est une première fois mis en vente aux enchères en décembre 2004 pour une valeur de 1,5 million d'euros avant d'être remis en vente à l'année suivante à la mise en redressement judiciaire de la société Carabin.
En mai 2004, Olivier Chiabodo est condamné par le conseil de prud'hommes de Lorient à verser 160 000 euros au marin, jugement infirmé en appel[réf. à confirmer]. En 2005, la société Carabin est placée en liquidation judiciaire et les actifs de Noé Channel sont vendus,.

### 2006-2017: retour à TF1 et diversification
Olivier Chiabodo est réembauché par TF1 en janvier 2006 pour participer aux opérations spéciales de la chaîne. Il devient conseiller auprès du directeur de la communication du groupe TF1.

#### 2007: directeur de JET
En juin 2007, il prend la direction de JET, une chaîne consacrée aux jeux, dont il assure les acquisitions et la programmation, celle-ci cesse d'émettre en décembre de la même année,,.

#### 2007-2008 - Noe.org et Noé Institute
En septembre 2007, à l'occasion du Grenelle de l'environnement, il participe au lancement du site internet Noé.org, un portail internet sur le développement durable et l'« écologie participative ». Ce site communautaire permet aux internautes de proposer des idées au sein de groupes de travail sur six thèmes différents : le climat et l'énergie, la biodiversité, la santé, la production et la consommation, la gouvernance et la compétitivité. À la fin novembre 2007, il remet ces propositions au ministre de l'Écologie, Jean-Louis Borloo.
En mars 2008, Olivier Chiabodo cofonde « Noé Institute », une association internationale sans but lucratif de droit belge basée à Bruxelles,. Les statuts de « Noé Institute » précisent que « l’objectif poursuivi, dénué de tout esprit de lucre, est de nature écologique, environnementale et pédagogique » et qu’elle a pour but de « contribuer à la protection de la nature et de l’environnement et d’améliorer le cadre de vie ».
En avril 2008, Olivier Chiabodo annonce que, dans le cadre de Noé Institute, plusieurs projets seront créés d'ici à la fin de l'année 2008, dont « une Télé Verte » (une chaîne de télévision multilingue accessible par le câble et le satellite), ainsi qu'une version papier (magazine).
Fin octobre 2008, à l’occasion du World Conservation Congress 2008, le Fonds Mondial de l’Environnement annonce le lancement de l’opération « Save Your Logo »,.

#### 2015: The Explorers
En 2015, Olivier Chiabodo lance The Explorers, l'inventaire de la Terre, avec une série documentaire filmée et produite en 4K UHD. Avec son équipe il parcourt le monde pour répertorier le patrimoine naturel et humain de la planète.

#### 2017: relance de l'affaire d'Intervilles
Salarié de TF1 depuis 2006, Olivier Chiabodo est licencié en janvier 2017. Il effectue son dernier jour dans le groupe le 17 avril de la même année puis attaque TF1 en justice, en septembre 2017, à la suite du scandale d’Intervilles, vingt ans auparavant, avec dépôt de plainte contre X pour « harcèlement moral ».  Dans Le Canard enchaîné no 5057 du 27 septembre 2017, Chiabodo reconnaît avoir triché et affirme « l'avoir fait plusieurs fois sur ordre du producteur Gérard Louvin » (« par une oreillette », le producteur l'ayant lui-même avoué en 2008 dans le livre de François VIOT, le Jackpot des jeux TV) et ce, « afin de maintenir le suspense jusqu'au bout »[réf. souhaitée]. Il évoque sa jeunesse et le fait qu'Intervilles était un véritable spectacle pour justifier le fait qu'il ait obéi aux ordres de triche. Il évoque également que le Puy-du-Fou qu'il a ainsi aidé n'est pas une ville mais un parc d'attractions qui a participé plusieurs fois à l'émission. Sont alors émis des soupçons de connivence entre la production et le parc, dirigé par l'homme politique Philippe de Villiers.
Olivier Chiabodo affirme avoir été contraint au silence et traité comme un malpropre, disant qu'« en dix ans de poste, [il a] changé douze fois de bureau, toujours de plus en plus exigu. L'un des derniers se trouvait entre une salle de réunion et une porte de toilettes. Il est arrivé que [son] badge soit désactivé alors qu'il y avait une assemblée générale, afin [qu'il] ne puisse pas poser de questions à [ses] employeurs » mais également menacé de mort par Gérard Louvin (« Les camions roulent vite dans Paris, fais attention avec ton scooter ») ou les DRH qui lui conseillent, par courrier, de veiller sur sa famille, le poussant à avoir une protection policière pour lui et ses proches. Le producteur, qui a avoué clairement dans un livre qu' Intervilles était truqué, nie cependant toute accusation et menace d'attaquer en diffamation.
L'animateur va encore plus loin en révélant avoir vu des « choses terribles et inadmissibles » quand il était employé de TF1 comme des « affaires de mœurs touchant des mineurs ». Cependant, il déclare le 4 avril 2018 dans l'émission de Cyril Hanouna Touche pas à mon poste ! ne pas pouvoir en dire plus à cause de la procédure judiciaire mais qu'il s'agit de quelque chose de grave puisque les haut-placés de TF1 sont convoqués par la Justice. Il ajoute ne pas vouloir obtenir d'argent mais « des excuses de Martin Bouygues au 20 heures de TF1 », Bouygues étant le président du groupe du même nom qui possède la chaîne de télévision.

## Bilan audiovisuel

### Parcours à la radio
- 1991 : co-animateur sur RMC de l'émission Les Globe-trotters avec Alexandre Debanne
- 1991 : co-animateur sur RMC de l'émission Bip Bip avec Alexandre Debanne

### Émissions à la télévision
- 1992 - 1993 : Les Marches de la gloire (TF1) : participant
- Août 1993 et août 1994 : Le Trésor de Pago Pago (TF1) : co-animateur
- Septembre 1994 à octobre 1994 : Tout le toutim (TF1) : chroniqueur
- Janvier 1995 à juin 1995 : Coucou ! (TF1) : chroniqueur
- Janvier 1995 à mars 1997 : La Roue de la fortune (TF1) : animateur
- Intervilles : juillet à septembre 1995 et 1996, hiver 1996, juillet à septembre 1997 : co-animateur, arbitre du jeu
- Septembre 1997 : Touché, gagné ! (TF1) : animateur
- 1999 : Les Carnets de Noé (La Cinquième) : producteur et présentateur[11]

## Distinction
En 2019, l'application The Explorers est nommée par Apple « Application TV de l'année ».